# Anklamer Torfmoor

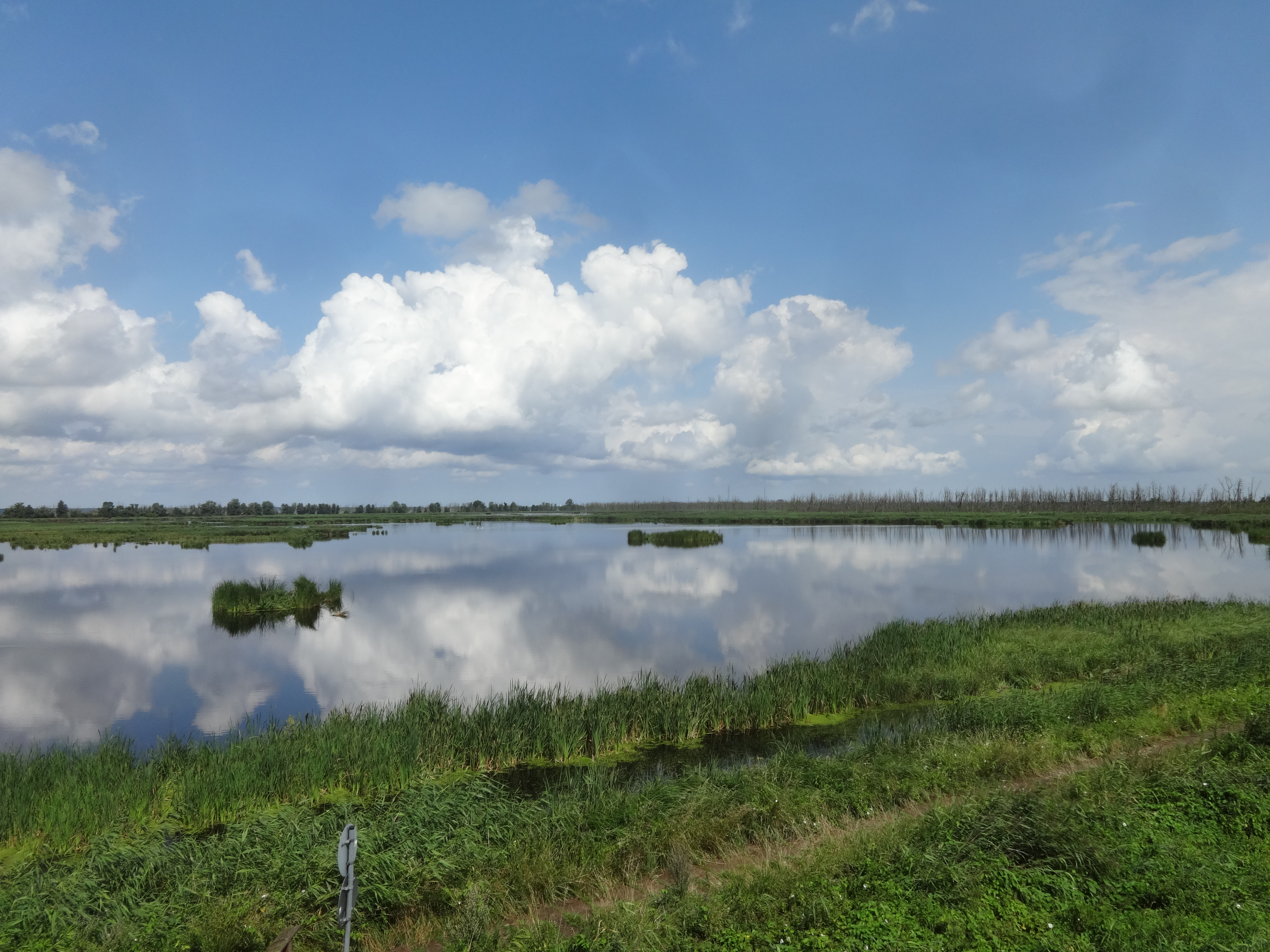
Anklamer Torfmoor

Das Anklamer Torfmoor ist ein wiedervernässtes Moor im Naturschutzgebiet Anklamer Stadtbruch am westlichen Ufer des Stettiner Haffs.
Das Sturmhochwasser am 4. November 1995 führte zum Deichbruch und zur Flutung des trockengelegten Anklamer Torfmoores. Die  Verantwortlichen fällten den Beschluss, die Dämme nicht zu reparieren und das Wasser nicht erneut abzupumpen, sondern stattdessen das Moor zu renaturieren. Die bisherige forstliche Nutzung wurde eingestellt, die absterbenden Bäume wurden als ökologisch wertvolles Totholz in der Natur belassen. An der Umwidmung übten manche Einwohner Kritik, der Journalist Andrew Müller nannte es in der taz dagegen ein „unverhofft[es]“ Beispiel für das sogenannte passive Rewilding.
Die umliegenden Gemeinden sind Bargischow, Bugewitz und Leopoldshagen.